# 高氯酸四氨合铜(II)
高氯酸四氨合铜(II)是一种无机化合物，化学式为[Cu(NH3)4](ClO4)2。它可由高氯酸铜和氨水在35 °C反应，并在0 °C结晶得到。高氯酸六氨合铜(II)在100 °C失去两分子氨，也能得到四氨合物。它受热快速分解，其分解速率比相应的硝酸盐、亚硝酸盐或碘酸盐快。它和10-(1-酞嗪基偶氮)-9-菲酚（HL）在三氯甲烷-乙醇中反应，可以得到[Cu2L2(H2O)4](ClO4)2。